# Oligia rubeuncula
Oligia rubeuncula är en fjärilsart som beskrevs av Donzel 1838. Oligia rubeuncula ingår i släktet Oligia och familjen nattflyn. Inga underarter finns listade i Catalogue of Life.